# Uracanthus declivis
Uracanthus declivis là một loài bọ cánh cứng trong họ Cerambycidae.